# Чили на зимних Олимпийских играх 2014
Чили приняла участие в зимних Олимпийских играх 2014 года, которые проходили в Сочи с 7 по 23 февраля 2014 года. Команда была представлена шестью спортсменами в трёх видах спорта.

## Состав и результаты олимпийской сборной Чили

### Горнолыжный спорт
Спортсменов — 3
Мужчины
| Соревнование      | Спортсмены       | Скоростной спуск/ 1 спуск | Скоростной спуск/ 1 спуск | Слалом/ 2 спуск      | Слалом/ 2 спуск      | Всего   | Место |
| Соревнование      | Спортсмены       | Время                     | Место                     | Время                | Место                | Всего   | Место |
| ----------------- | ---------------- | ------------------------- | ------------------------- | -------------------- | -------------------- | ------- | ----- |
| Скоростной спуск  | Хенрик фон Аппен |                           |                           |                      |                      | 2:13,16 | 41    |
| Суперкомбинация   | Хенрик фон Аппен | 1:58,49                   | 40                        | 1:00,42              | 30                   | 2:58,91 | 32    |
| Супергигант       | Хенрик фон Аппен |                           |                           |                      |                      | 1:21,88 | 32    |
| Супергигант       | Эухенио Кларо    |                           |                           |                      |                      | 1:23,31 | 45    |
| Гигантский слалом | Эухенио Кларо    | DNF                       | DNF                       | Завершил выступление | Завершил выступление | —       | —     |
| Гигантский слалом | Хенрик фон Аппен | DNF                       | DNF                       | Завершил выступление | Завершил выступление | —       | —     |
| Слалом            | Эухенио Кларо    | 57,08                     | 63                        | DNF                  | DNF                  | -       | -     |

Женщины
| Соревнование      | Спортсмены     | Скоростной спуск/ 1 спуск | Скоростной спуск/ 1 спуск | Слалом/ 2 спуск       | Слалом/ 2 спуск       | Всего   | Место |
| Соревнование      | Спортсмены     | Время                     | Место                     | Время                 | Место                 | Всего   | Место |
| ----------------- | -------------- | ------------------------- | ------------------------- | --------------------- | --------------------- | ------- | ----- |
| Скоростной спуск  | Ноэлье Бараона |                           |                           |                       |                       | 1:49,70 | 34    |
| Суперкомбинация   | Ноэлье Бараона | DNF                       | DNF                       | Завершила выступление | Завершила выступление | —       | —     |
| Гигантский слалом | Ноэлье Бараона | 1:25,02                   | 45                        | 1:24,84               | 43                    | 2:49,86 | 42    |
| Слалом            | Ноэлье Бараона | DNF                       | DNF                       | Завершила выступление | Завершила выступление | —       | —     |

### Лыжные гонки
Спортсменов — 1
Мужчины
Спринт
| Соревнование | Спортсмены         | Квалификация | Квалификация | Четвертьфинал        | Четвертьфинал        | Четвертьфинал        | Полуфинал            | Полуфинал            | Полуфинал            | Финал                | Финал                | Итоговое место |
| Соревнование | Спортсмены         | Результат    | Место        | Заезд                | Результат            | Место                | Заезд                | Результат            | Место                | Результат            | Место                | Итоговое место |
| ------------ | ------------------ | ------------ | ------------ | -------------------- | -------------------- | -------------------- | -------------------- | -------------------- | -------------------- | -------------------- | -------------------- | -------------- |
| Спринт       | Джонатан Фернандес | 4:58,63      | 84           | Завершил выступление | Завершил выступление | Завершил выступление | Завершил выступление | Завершил выступление | Завершил выступление | Завершил выступление | Завершил выступление | 84             |

### Фристайл
Ски-кросс
| Соревнование | Спортсмены      | Квалификация | Квалификация | 1/8 финала | Четвертьфинал | Полуфинал             | Финал                 | Итоговое место |
| Соревнование | Спортсмены      | Результат    | Место        | 1/8 финала | Четвертьфинал | Полуфинал             | Финал                 | Итоговое место |
| ------------ | --------------- | ------------ | ------------ | ---------- | ------------- | --------------------- | --------------------- | -------------- |
| Женщины      | Стефани Жоффруа | DNF          | 28           | 2Q         | DNF           | завершила выступление | завершила выступление | 16             |

Слоупстайл
| Соревнование | Спортсмены    | Квалификация | Квалификация | Квалификация | Квалификация | Финал                 | Финал                 | Финал                 | Финал                 |
| Соревнование | Спортсмены    | 1 попытка    | 2 попытка    | Лучшая       | Место        | 1 попытка             | 2 попытка             | Лучшая                | Место                 |
| ------------ | ------------- | ------------ | ------------ | ------------ | ------------ | --------------------- | --------------------- | --------------------- | --------------------- |
| Женщины      | Доминика Оако | 69,60        | 61,40        | 69,60        | 13           | завершила выступление | завершила выступление | завершила выступление | завершила выступление |